# スキャンプ (潜水艦)
スキャンプ（USS Scamp, SS-277）は、アメリカ海軍の潜水艦。ガトー級潜水艦の一隻。艦名はハタの一種スキャンプ・グルーパーに因む。なお、戦没から17年後にスキップジャック級原子力潜水艦2番艦として2代目「スキャンプ (SSN-588)」が就役している。

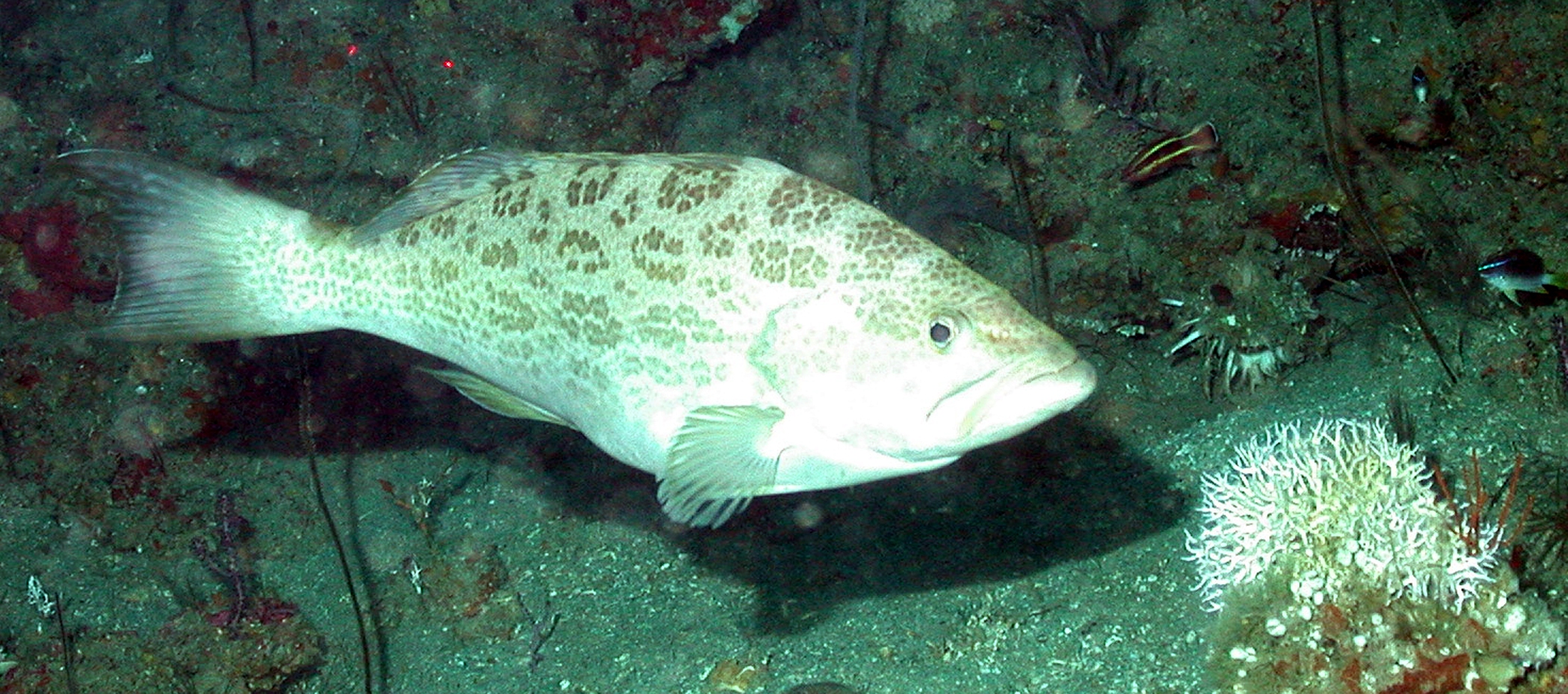
スキャンプ・グルーパー（Scamp grouper）

## 艦歴
スキャンプは1942年3月6日にメイン州キタリーのポーツマス海軍造船所で起工した。7月20日にキャサリン・ユージニア・マッキーによって命名、進水し、9月18日に艦長ワルター・G・エバート少佐（アナポリス1930年組）の指揮下就役する。コネチカット州ニューロンドン沖での整調後、1943年1月19日に出航しパナマ運河を経由、2月13日に真珠湾に到着し、訓練に従事した。

### 第1、第2の哨戒 1943年3月 - 6月
3月1日、「スキャンプ」は最初の哨戒で日本近海に向かった。途中、ミッドウェー島を視察する予定の太平洋艦隊潜水艦部隊司令官チャールズ・A・ロックウッド少将（アナポリス1912年組）を便乗させた。3月5日にミッドウェー島に到着しロックウッド少将を下艦させ、燃料を補給後担当海域に向かった。3月13日、北緯35度55分 東経151度52分 / 北緯35.917度 東経151.867度の地点でQシップを発見して魚雷を3本発射したが、Mk14型魚雷の磁気信管の作動不良により失敗に終わった。攻撃が失敗に終わると、「スキャンプ」の魚雷担当班は残る魚雷の磁気信管を無効にし、触発信管のみ作動するようにした。3月16日にも北緯38度19分 東経141度38分 / 北緯38.317度 東経141.633度の地点で2隻の輸送船と「千鳥型あるいは鴻型の水雷艇」を発見し、魚雷を3本ずつ計6本発射したものの、これも命中しなかった。夕刻まで爆雷の制圧を受けたあと、夜に浮上した。3月20日夕刻、北緯41度07分 東経141度27分 / 北緯41.117度 東経141.450度の白糠灯台沖で輸送船を発見して魚雷を3本発射し1本の命中を推定、間もなく別の輸送船と駆逐艦を認めてさらに魚雷を3本発射したが、こちらは命中しなかった。一連の攻撃で、第2320A船団の特設運送船「辰宮丸」（辰馬汽船、6,343トン）と輸送船「盛南丸」（不詳）にそれぞれ1本の魚雷を命中させたが、いずれも不発だった。それでも「盛南丸」は浸水したため海岸に座礁した。翌3月21日未明には、北緯41度37分 東経142度27分 / 北緯41.617度 東経142.450度の地点で幌筵島から徳山に向かっていたタンカー「満珠丸」（日本油槽船、6,515トン）に対して魚雷を2本発射し、さらに魚雷を5本、2本と発射して3つの爆発を確認する。魚雷が命中した「満珠丸」は航行不能となり護衛の駆逐艦「沼風」などに曳航されて室蘭に入港した。「スキャンプ」はこの攻撃で魚雷を使いきり、帰途についた。3月26日、26日間の行動を終えてミッドウェー島に帰投した。
4月19日、「スキャンプ」は2回目の哨戒でマーシャル諸島およびギルバート諸島方面に向かった。ジョンストン島で燃料を補給したあと、オーシャン島とナウル島を偵察。偵察後は進路をビスマルク諸島方面に転じた。道中では何度か艦船との接触があったが、そのうちの3隻、5月15日に発見した「ばいかる丸」（大阪商船、5,266トン）と5月19日から20日に発見した「あらびあ丸」（大阪商船、9,480トン）、「吉野丸」（日本郵船、8,998トン）はいずれも病院船だったので攻撃は差し控えられた。5月28日午後、「スキャンプ」は南緯01度42分 東経150度18分 / 南緯1.700度 東経150.300度のムッソウ島の東方海域で特設水上機母艦「神川丸」（川崎汽船、6,853トン）を発見して魚雷を5本発射し、3本を命中させる。爆雷攻撃をかわすために一旦深深度でじっとした後、潜望鏡深度に戻して観測すると「神川丸」は依然浮いていたので、日付が変わった5月29日未明に魚雷をもう2本発射して1本を命中させ、ついに撃沈した。「神川丸」撃沈での一連の魚雷発射は、この哨戒での唯一の戦闘だった。6月4日、46日間の行動を終えてブリスベンに帰投した。

### 第3の哨戒 1943年6月 - 8月

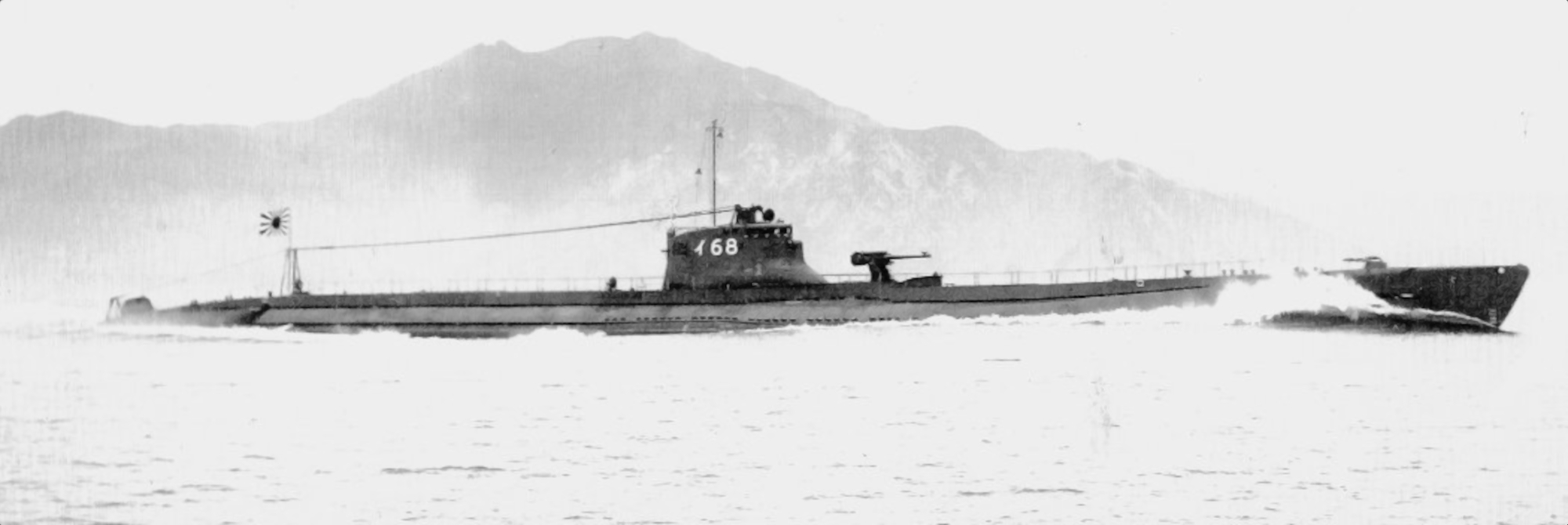
伊168（1934年。当時は「伊68」）

6月22日、「スキャンプ」は3回目の哨戒でビスマルク諸島方面に向かった。7月14日にショートランド諸島近海を通過した後に北上し、カビエン近海に達する。7月27日未明、南緯02度50分 東経149度01分 / 南緯2.833度 東経149.017度の地点で輸送船団をレーダーで探知。潜航ののち、船団に接近する途中で護衛艦に発見され爆雷を2発投下されたもののなおも接近し続け、特務艦「風早」に対し魚雷を6本発射。魚雷は1本が命中したと判断されたが、「スキャンプ」はそれを確認する間もなく反撃から逃れるために深深度潜航で退避していった。1時間後に潜望鏡深度に戻って観測したときには、船団の姿は消えていた。なお「風早」は損傷を受けただけで沈没はしなかった。
「スキャンプ」は浮上し、ニューアイルランド島とニューハノーバー島の間にあるステフェン海峡近海に向かった。17時54分、1隻の敵潜水艦を発見した。潜望鏡を晒しすぎたために相手も「スキャンプ」を発見したらしく、18時03分に約4kmの距離から魚雷を発射してきた。「スキャンプ」は67mの深さに潜り、魚雷は船尾をかすめて通過した。18時09分に潜望鏡深度に戻り、敵潜水艦に魚雷を4本発射した。1本が命中し、18時14分に巨大な茶色い煙が立ち上るのを潜望鏡で確認。敵影はなく、海面には油膜が残されていた。敵潜水艦からは爆発直後にスクリュー音が消え、様々な雑音が観測される。18時15分から16分にかけて、5つの爆発を観測。うち2つは地球の中心から響くようなすさまじい音であった。かつては、この敵潜水艦は「伊号第二十四潜水艦（伊24）」であると言われ、アメリカ側の記録で長くそう信じられてきた。しかし、日本側の記録を参照した結果、スキャンプが撃沈したのは「伊号第百六十八潜水艦（伊168）」だったことが分かった。「伊168」は、1942年6月5日から7日のミッドウェー海戦で空母「ヨークタウン（USS Yorktown, CV-5）」を撃沈した潜水艦であった。8月8日、47日間の行動を終えてブリスベンに帰投した。

### 第4の哨戒 1943年9月 - 10月
9月2日、「スキャンプ」は4回目の哨戒でビスマルク諸島方面に向かった。9月7日にツラギ島に寄港し、燃料補給ののちその日のうちに出港する。9月18日午前、北緯01度03分 東経146度27分 / 北緯1.050度 東経146.450度のマヌス島北西400キロ地点で、ラバウルからパラオに向かっていたオ602A船団を発見した。魚雷を計10本発射し、陸軍輸送船「関西丸」（原田汽船、8,618トン）に命中させてを航行不能に陥らせた。「関西丸」には陸軍部隊1,024名が乗船していたが、犠牲者24名以外は僚船の陸軍特殊船「摩耶山丸」（三井船舶、9,433トン）に移乗し、「関西丸」は無人となって漂流した。護衛の「第38号駆潜艇」が爆雷攻撃を行い、深度96mの海底にいた「スキャンプ」は爆雷攻撃により浸水と火災が発生し、一時は復旧のめどすら立たなかった。しかし、なんとか修理を行い浮上すると、「関西丸」がまだ浮いていたので、魚雷を1本発射して命中させ、北緯00度25分 東経146度21分 / 北緯0.417度 東経146.350度の地点でようやく撃沈した。「スキャンプ」は、「関西丸」の名前を漂流していた浮き輪によって知った。9月21日には、物々しい輸送船団を発見した。レーダーで巧みに接敵し、日没時に魚雷を3本発射、2つの爆発音が聞こえ、「6,500トン級輸送船撃沈」と判断される。二度目の攻撃はスコールにより一度は機会を逸したものの、翌22日午前に魚雷を4本発射したが、すべて外れた。追跡と攻撃は9月23日にも続き、三度目の攻撃で魚雷を4本発射し、さらに攻撃を加えようとしたが、上空にいた航空機の妨害を受けて攻撃を諦めざるを得なかった。一連の攻撃により成果は分からなかった。「スキャンプ」は9月24日に帰投命令を受領。10月1日、30日間の行動を終えてブリスベンに帰投した。

### 第5、第6の哨戒 1943年10月 - 1944年2月
10月22日、「スキャンプ」は5回目の哨戒でビスマルク諸島方面に向かった。10月28日から30日までは、トレジャリー諸島での特殊部隊の活動を支援する。任務完了後にカビエンとトラック諸島との交通路に移動した。11月4日午後、北緯00度28分 東経152度03分 / 北緯0.467度 東経152.050度の地点で「8,000トン級輸送船」を含む輸送船団を発見。魚雷を6本発射し、少なくとも1本が命中したようであったが、航空機の制圧を受けて確認はできなかった。日本側の記録では「スキャンプ」の攻撃とほぼ同じ時刻に北緯00度45分 東経152度05分 / 北緯0.750度 東経152.083度の地点で、丁四号輸送第三輸送隊中の特設運送船「日枝丸」（日本郵船、11,621トン）が雷撃され、船体至近で魚雷が爆発し軽い損傷を負ったことが記録されている。11月10日、「スキャンプ」は北緯04度06分 東経150度19分 / 北緯4.100度 東経150.317度の地点で輸送船団を発見し、0918に魚雷を4本発射。魚雷は特設運送船「東京丸」（摂津商船、6,484トン）に向かい、「東京丸」は3本まで回避したものの1本が右舷機関室に命中し、航行不能に陥った。3時間後、「スキャンプ」は「東京丸」に向けて魚雷をもう3本発射したが、これは命中しなかった。「東京丸」は僚船の特設運送船「御嶽山丸」(鏑木汽船、4,441総トン）が曳航するも、20時30分に「東京丸」の浸水による重量増加により曳索が切断された。21時ごろに観測すると、「東京丸」は駆逐艦「涼月」に曳航されようとしていた。「東京丸」はこのあと、駆逐艦「初月」に曳航されたものの、11月12日1455に沈没した。その11月12日朝、「スキャンプ」は北緯01度14分 東経149度04分 / 北緯1.233度 東経149.067度のカビエン北北西250海里の地点で、11月11日のラバウル空襲で損傷を受けトラックに戻る途中の軽巡洋艦「阿賀野」と駆逐艦「浦風」を発見し、魚雷を6本発射。「阿賀野」は後進をかけたが、1本が右舷艦橋下に命中。手負いの「阿賀野」を撃沈すべく、司令部では「アルバコア」 (USS Albacore, SS-218) などを差し向けたが、いずれも撃沈には至らず、「阿賀野」は軽巡洋艦「能代」および「長良」の曳航でトラックに戻った。11月18日には、水上偵察機から2発の爆弾を投下され損傷を受けた。11月26日、35日間の行動を終えてブリスベンに帰投した。

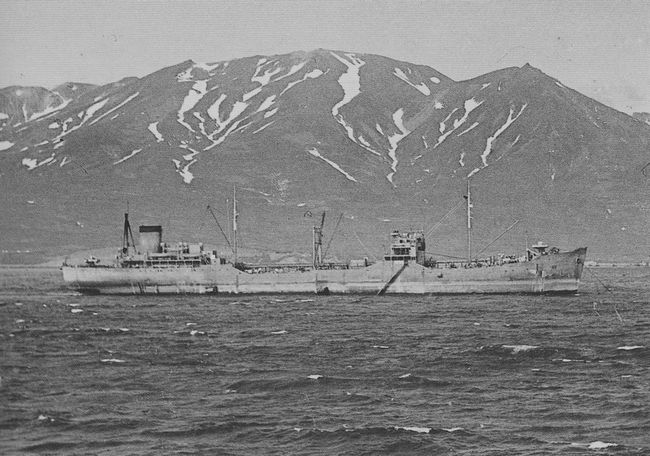
日本丸(1943年6月)

12月16日、「スキャンプ」は6回目の哨戒でビスマルク諸島方面に向かった。12月23日にツラギ島に立ち寄り、3日間停泊する。1944年1月6日夜、北緯02度18分 東経147度56分 / 北緯2.300度 東経147.933度の地点で小型船6隻と駆逐艦3隻からなる輸送船団を発見し、小型タンカーを目標に魚雷を4本発射したが命中せず、2隻の駆逐艦と思しき艦船からの探索音を聴取。爆雷攻撃を受けたが護衛艦をうまくまき、23時23分に浮上してその場を去って西方に移動したが、7.3km離れたところにいた護衛艦はこれに全く気付かなかった。1月8日には「ガードフィッシュ」（USS Guardfish, SS-217）と会合。1月14日午後、「スキャンプ」は北緯05度02分 東経140度43分 / 北緯5.033度 東経140.717度のパラオ東方で、バリクパパンからトラックに向かっていた3隻のタンカーと2隻の駆逐艦からなるタンカー船団を発見する。魚雷を6本発射し、特設運送船（給油）「日本丸」（山下汽船、9,971トン）に命中して2分で沈没していった。攻撃直後から護衛の駆逐艦「島風」と「早波」の制圧を受けたが、被害なく切り抜けた。この後、「スキャンプ」は1月20日から21日にかけてツラギ島で補給を行い、1月31日から2月2日までの間、リラ環礁近海でニューアイルランド島を攻撃するB-24の支援に従事した。2月6日、52日間の行動を終えてミルン湾に帰投。潜水母艦「フルトン（USS Fulton, AS-11）」による修理を受けた。また、艦長がジョン・クリスティ・ホリングスワース中佐（アナポリス1931年組）に代わった。

### 第7、第8の哨戒 1944年3月 - 11月
3月3日、「スキャンプ」は7回目の哨戒でニューギニア島、ビスマルク諸島を経てパラオ方面に向かった。しかし、TDCが故障したため、その修理のため3月29日にランゲマク湾に入って3日かけて修理を行い、修理後再出撃した。4月4日に北緯02度52分 東経129度45分 / 北緯2.867度 東経129.750度の地点で200トンクラスのトロール船を発見して浮上砲戦で炎上させたが、備砲が故障したため撃沈には至らなかった。このころ、司令部から「ダバオから日本艦隊が出撃してくる」という情報がもたらされた。察知された日本艦隊とは、第58任務部隊（マーク・ミッチャー中将）の攻撃を避けるべく、トラックからパラオ、さらに燃料を求めてリンガ泊地に向かっていた、栗田健男中将率いる第二艦隊の一部であった。「スキャンプ」は日本艦隊を捕まえるべくダバオ湾に向かった。3日後の4月7日、ダバオ湾北口でついに日本艦隊を発見した。前日6日には「ダーター」（USS Darter, SS-227）と「デイス」（USS Dace, SS-247）が日本艦隊を発見し、「デイス」が雷撃を行ったが、艦隊は22ノットの高速で航行中だったため命中しなかった。「スキャンプ」は潜航して艦隊に忍び寄ったが、水上機が接近してきたため急ぎ潜航を図る。しかし、間もなく水上機が投下した爆弾が近くで炸裂。衝撃で動力が絶たれ、火災も発生し毒性の煙が充満してきた。「スキャンプ」は釣り合いをうまく保つために水中で何度も上下し、深度46mになったところでようやく釣り合いを回復した。油と気泡を放出して17度の角度で21時3分に浮上し、損傷のため哨戒を打ち切って帰投することとなった。護衛に「デイス」が差し向けられ、4月10日に会合した。「スキャンプ」は「デイス」の護衛の下、4月16日にマヌス島ゼーアドラー湾に到着し、緊急修理を受けた。4月22日、51日間の行動を終えてミルン湾に帰投。その後、オーバーホールを行った。オーバーホール後の9月22日、駆逐艦「チュー８USS Chew, DD-106）」と衝突する事故を起こした。
10月16日、修理を終えた「スキャンプ」は8回目の哨戒で小笠原諸島方面に向かった。10月20日にミッドウェー島で燃料を補給し、その後担当海域に到着。11月9日に硫黄島周辺を航行中に哨戒区域の変更命令を受け取り、「スキャンプ」はこれに対して自艦の位置が「北緯28度44分 東経141度44分 / 北緯28.733度 東経141.733度にあり、魚雷24本と77,000ガロン（290,000リットル）の燃料がある」と返信した。11月14日、司令部から北緯35度27分 東経141度35分 / 北緯35.450度 東経141.583度の位置にあった「スキャンプ」に対して、房総半島沖で本土空襲の下準備で何度も日本を偵察していたB-29の乗組員救助支援任務に当たるよう命令が下されたが、応答はなかった。その後も通信は無く、司令部から何度も隣り合う区域の潜水艦などに対し「スキャンプ」の安否を問う通信が送信されたが、芳しい返事はなかった。11月29日に空母「信濃」を撃沈する「アーチャーフィッシュ」（USS Archer-fish, SS-311）は「スキャンプ」の担当海域の西隣が担当海域だったが、「スキャンプとは会合および交信せず」と、やはり芳しくない返事を送らざるを得なかった。11月26日まで捜索は続けられたが、ついに打ち切られた。ホリングスワース艦長以下全乗員が死亡と判定され、1945年4月28日に除籍された。
「スキャンプ」は第二次世界大戦の戦功で7個の従軍星章を受章した。

### スキャンプの最期
「スキャンプ」が司令部に返信を送った2日後の11月11日、父島を出航し館山に向かっていた第4108船団を護衛中の「第四号海防艦」は、上空警戒機からの報告で潜水艦に対する警戒を強めていたところ、八丈島北方沖で自艦の右前30度の方向に潜水艦を探知した。この潜水艦が「スキャンプ」であった。「第四号海防艦」は輸送船を退避させたのち「スキャンプ」に向首していった。目標まで1,000mになったとき、突然「スキャンプ」から2本の魚雷が発射された。「第四号海防艦」は魚雷を回避し、爆雷攻撃を実施。爆雷投下点に目印の発煙筒と旗を投下し、3度にわたって合計70発の爆雷を投下。攻撃後、10数mはあろう大きな気泡が何個もわき出し、また重油も大量に湧出してきた。探信の結果、なんら反応がなかった。これが「スキャンプ」の最期であった。「第四号海防艦」は館山入港後の11月15日に、海上護衛総司令部司令長官・野村直邦中将から「敵潜水艦4隻撃沈」の戦功により、海防艦単艦として初めての感状を授与された。
殊勲の第四号海防艦は1945年7月28日、鳥羽で第38任務部隊機の攻撃を受けて沈没した。